# Лінь (смертний гріх)

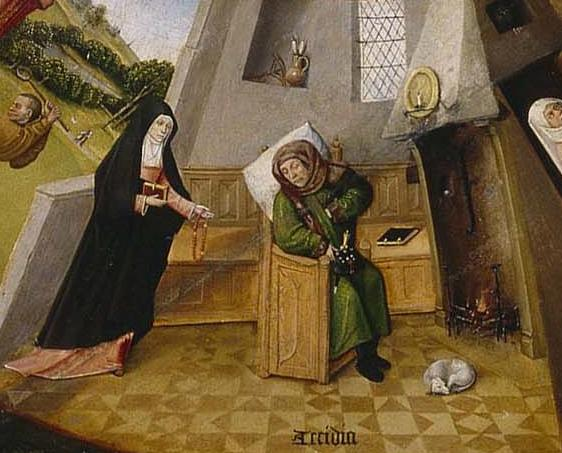
Ацедія в книзі «Сім смертних гріхів та Чотири останні речі» Ієроніма Босха.

Лінь — це один із семи смертних гріхів у католицькому вченні. Цей гріх найважче визначити, оскільки він стосується цілого ряду ідей, що походять із давнини, зокрема різних психічних, духовних, патологічних і фізичних станів. Одне з визначень — це звичайна несхильність до зусиль або лінощі. 
Погляди щодо чесноти праці для підтримки суспільства та реалізації Божого плану припускають, що через бездіяльність людина заохочує до гріха: «Бо сатана знаходить щось лихе для ледачих рук». («Проти неробства та пустощів» Ісаака Воттса).

## Визначення
Слово «лінь» є перекладом латинського терміна acedia (з середньоанглійської, acciditties, укр. зневіра) і означає «без догляду». У духовному плані слово acedia спочатку вказувало на страждання жінок, релігійних осіб, коли вони стали байдужими до своїх зобов’язань перед Богом. Якщо говорити про психіку, то поняття acedia має декілька складових, найважливішим з яких є безафективність, тобто відсутність будь-яких почуттів щодо себе чи інших, емоційний стан, що викликає нудьгу, злобу, апатію та пасивне, інертне або мляве мислення. У фізичному аспекті acedia — це припинення руху та байдужість до роботи; поняття можна також виразити через такі слова як в лінощі чи неробство.  Двоє коментаторів вважають найточнішим перекладом слова acedia «жалість до себе», оскільки воно «передає як меланхолію стану, так і егоїзм, на якому він базується».

### Католицизм
У своїй «Сумі теології» святий Фома Аквінський визначив лінь як «печаль про духовне добро» і як «жартівливість розуму, який нехтує тим, щоб бути добрим... [це] зло в наслідку, якщо воно настільки пригнічує людей, що повністю відтягує їх від добрих справ». Відповідно до Катехизму Католицької Церкви, «лінь заходить так далеко, що відмовляється від радості Бога і відштовхує від себе доброту».
Лінь ігнорує сім дарів, даних Святим Духом (мудрість, розуміння, рада, знання, благочестя, мужність і страх Господній); така зневага уповільнює духовний поступ до життя, підштовхує до нехтування різноманітними обов’язками милосердя до ближнього та ворожого ставлення до Бога.
На відміну від інших тяжких гріхів, лінь є гріхом бездіяльності, тобто браком бажання та/або виконання. Вона може виникнути через будь-який інший смертний гріх; наприклад, син може забути про свій обов'язок перед батьком через гнів.
Італійський поет Данте Аліг'єрі розмірковує про природу ліні як основного пороку в пісні 18 Чистилища, другій пісні Божественної комедії. Данте стикається з лінню на четвертому колі гори Чистилище, де його провідник, римський поет Вергілій, пояснює, що лінь можна розглядати як наслідок недостатньої кількості любові. Відповідно до покарання душ, ліниві працюють, щоб очистити себе від своїх пороків через безперервний біг. 

### Православ'я
У Філокалії замість слова лінь вживається слово пригніченість, оскільки людина, яка впадає в депресивні стани, втрачає інтерес до життя.

### Інше
Лінь також визначають як неспроможність робити речі, які слід робити, хоча в давнину цей гріх розуміли по-іншому. Лінощі або відсутність роботи вважали просто симптомом пороку апатії чи байдужості, зокрема нудьги чи апатії до Бога. Водночас цю апатію можна розглядати як недостатню кількість любові. 
Лінь не тільки підриває будь-які засоби тіла до існування, не даючи дбати про його повсякденні потреби, але й уповільнює розум, відволікає від справ великого значення. Лінь заважає людині в її праведних починаннях і стає шляхом до загибелі.
Християнський автор і клінічний психолог д-р Вільям Бекус вказав на схожість між лінню та депресією. «Депресія включає відразу до зусиль, а моральна небезпека ліні полягає саме в цій характеристиці. Робота застосування сили волі для прийняття моральних і духовних рішень здається особливо небажаною та вимогливою. Таким чином, лінива людина дрейфує у звичках до гріха, переконана, що у неї немає сили волі, і їй у цьому допомагають ті, хто наполегливо шукає лише біологічні й екологічні причини ліні та медичні засоби її подолання».